# Sphingius rama
Espèce
Sphingius rama est une espèce d'araignées aranéomorphes de la famille des Liocranidae.

## Distribution
Cette espèce est endémique de Thaïlande. Elle se rencontre dans les provinces de Chanthaburi et de Trat.

## Description
Le mâle holotype mesure 3,64 mm et la femelle paratype 3,74 mm.

## Étymologie
Cette espèce est nommée en l'honneur de Rama V.

## Publication originale
- Dankittipakul, Tavano & Singtripop, 2011 : Neotype designation for Sphingius thecatus Thorell, 1890, synonymies, new records and descriptions of six new species from southeast Asia (Araneae, Liocranidae). Zootaxa, no 3066, p. 1-20.